# Chouleur

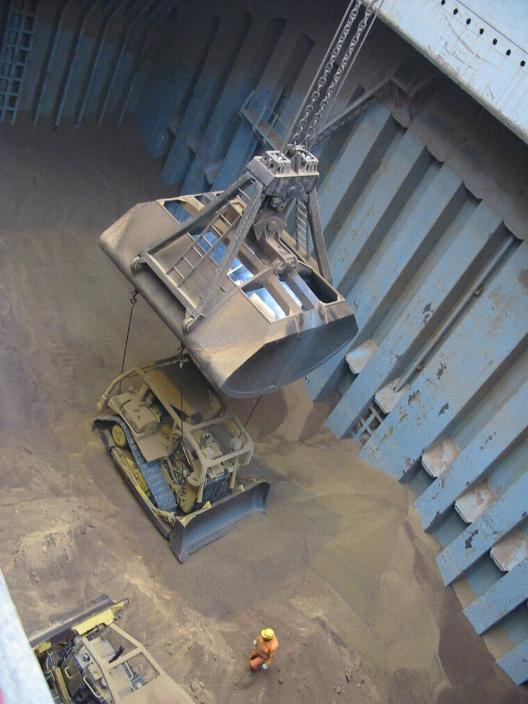
Chargement d'un chouleur à la grue à bord d'un vraquier

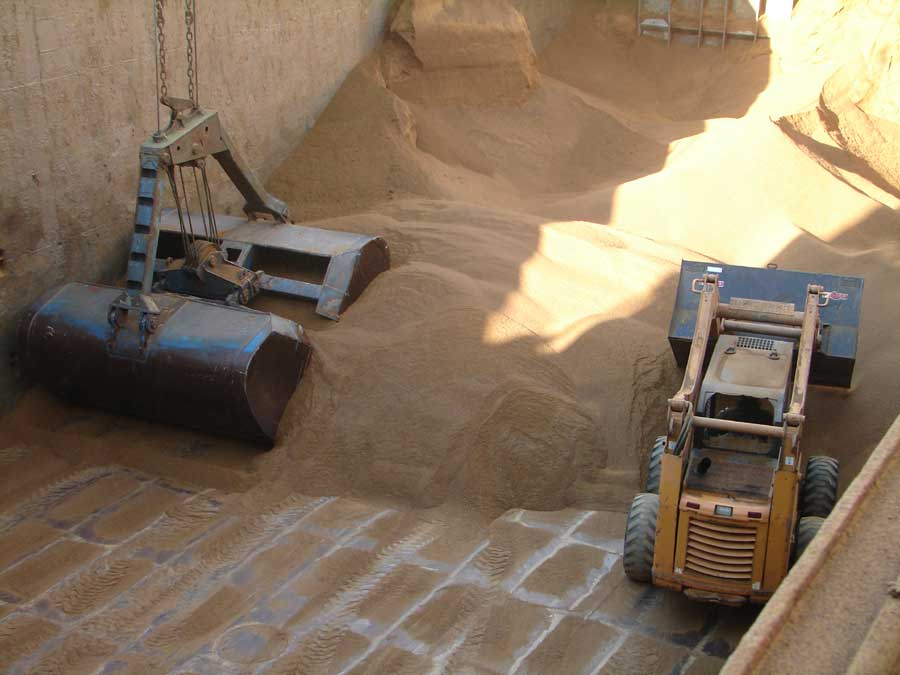
Chouleur amassant le grain en fond de cale, déchargement de colza

Un chouleur (du normand chouler : pousser) ou chouleur-pelleteur ou pelle-butte est un engin destiné à la manutention du vrac en reprenant en butte, au tas, au front de taille, en particulier dans les cales des vraquiers ou dans les mines à ciel ouvert. C'est un chargeur sur pneus ou sur chenilles, une mini-chargeuse de type Bobcat, une pelleteuse ou un bouteur, avec un godet se remplissant en poussant.

## Présentation
Le chouleur, appareil de manutention muni d'un godet tourné vers l'avant, dit godet butte ou godet chouleur, peut être impliqué dans toutes les opérations de stockage et de déstockage massif au tas, sur plate-forme à plat, dans les mines et les carrières …  On distingue  des appareils de type chargeurs sur pneus ou chenilles d'une part et des appareils de type pelle mécanique sur chenilles d'autre part.Le cycle de chargement-déchargement d'un godet chouleur est plus rapide que celui d'un godet rétro, plus classique sur les pelleteuses, voir : Excavatrice#Principe ; à puissance égale, les bras de flèche d'un pelleteur-chouleur sont plus courts que ceux d'une pelle rétro, ce qui contribue aussi à la rapidité de travail et à une force de pénétration du godet plus importante. Cependant sur certaines machines on peut disposer de godets travaillant dans un sens ou l'autre.
Ses mouvements de ramassage, élévation, transport et déversement permettent le chargement et le déchargement rapides des marchandises en vrac : minerai, charbon, engrais, grains, granulés, graves etc. La capacité du godet peut atteindre 60 000 litres et la hauteur de déversement plus de dix mètres. Par exemple, la pelle butte minière Caterpillar 6060 pèse 600 tonnes avec un  godet butte de 60 mètres cubes et des moteurs jumelés développant 3000 chevaux. Pour remonter un tas une simple lame bull suffit (image d'en-tête). Le godet butte peut être aussi un godet drop, c'est-à-dire un godet s'ouvrant par le fond et pouvant fonctionner en mode bulldozer lorsque le godet est complètement ouvert, un godet concasseur ou trieur, ou encore un godet à balai rotatif pour les finitions.
Dans les mines et carrières ces machines maniables et rapides ont le plus souvent remplacé les anciennes excavatrices à câbles mais ne peuvent rivaliser avec les excavatrices à roue à godets ou chaîne à godets qui sont parfois gigantesques. Le chouleur peut être associé  à une bande transporteuse ou à des tombereaux pour le transport, une pelle avec un godet rétro ou un brise-roche hydraulique pour l'abattage.
Le chouleur est utilisé dans la manutention portuaire, directement en fond de cale. Il y est chargé à la grue après l’ouverture des panneaux de cale. Il sert en début de manutention à concasser les vracs, qui se compactent au cours du voyage. Cette opération est un préalable nécessaire au déchargement de certaines marchandises à la benne ou au moyen d’un engin de déchargement continu (vis sans fin). Le chouleur sert ensuite en cours de manutention à reconstituer les tas de marchandise en fond de cale, puis en fin de manutention à décharger les vracs restés en fond de cale, qui ne peuvent plus être déchargés à la grue.

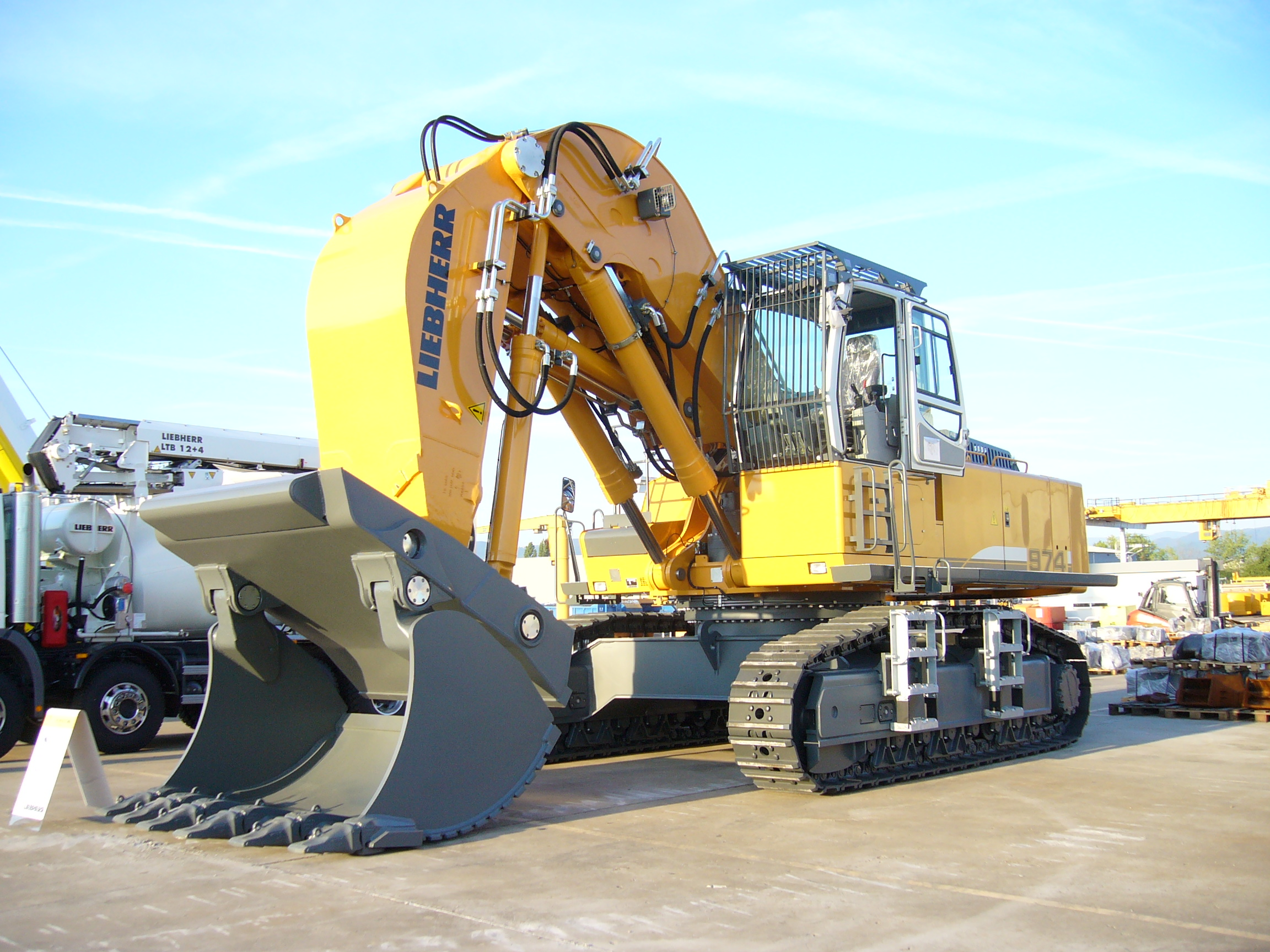
Pelleteur-chouleur Liebherr 974 chouleur de 120 tonnes.

En docks, le chouleur est conduit par un calier (docker).